# Coldstream Guards

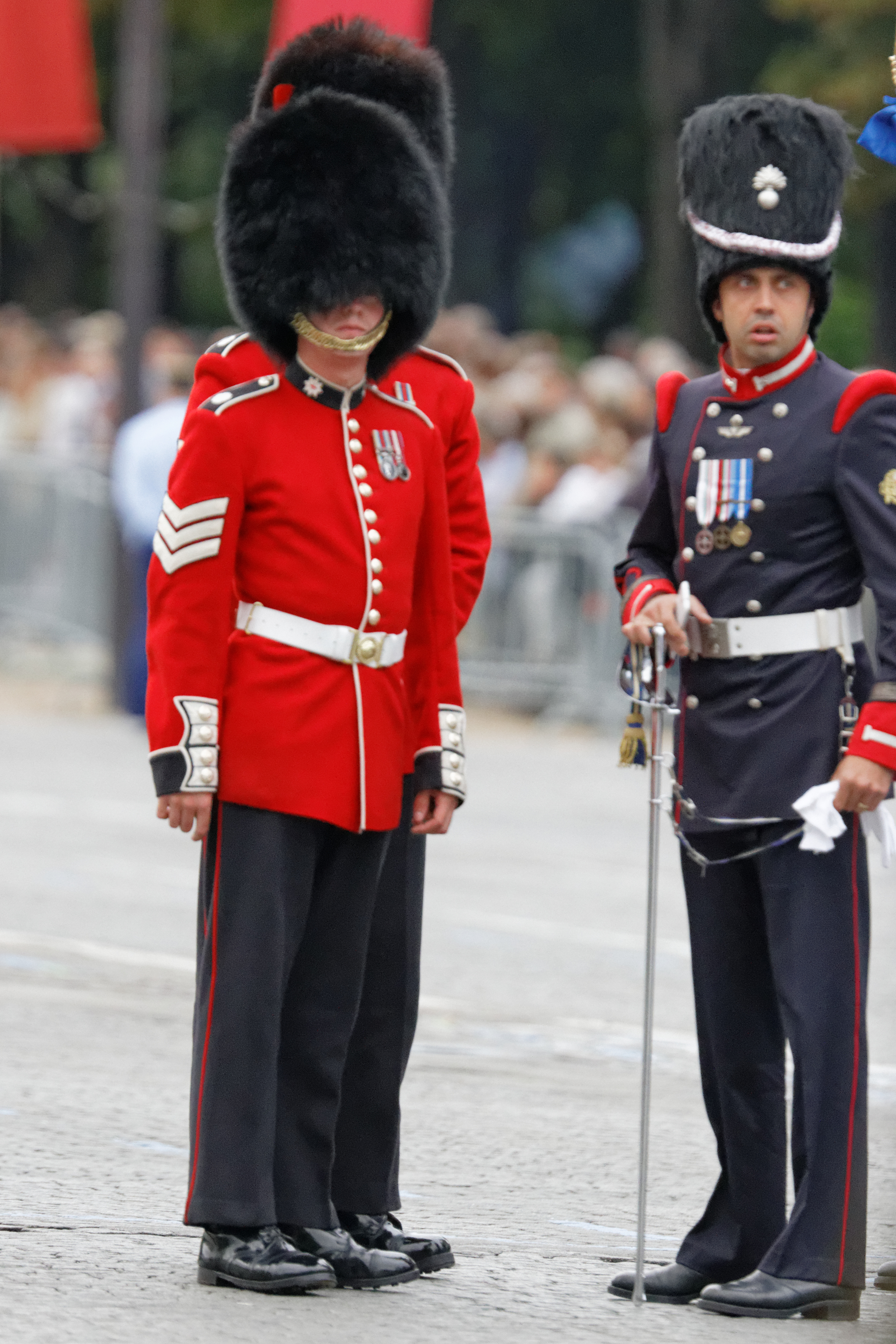
Un Granatiere di Sardegna ed un soldato britannico in alta uniforme

Il Reggimento di Guardie a Piedi Coldstream di Sua Maestà (His Majesty's Coldstream Regiment of Foot Guards), conosciuto ufficialmente anche come Coldstream Guards, è un reggimento dell'esercito britannico, parte della Divisione Guardie (Guards Division).
È il più antico reggimento dell'esercito regolare britannico in servizio ancora attivo, fondato dal generale George Monck nella cittadina scozzese di Coldstream nel 1650. È uno dei due reggimenti della Household Division che può far risalire la sua origine al New Model Army (l'altro è il reggimento di cavalleria Blues and Royals).

## Tradizioni e ruolo
Un sistema semplice per distinguere questo reggimento tra tutte le guardie a piedi (Foot Guards) consiste nel controllare il raggruppamento dei bottoni sulla giacca rossa che in questo caso sono accoppiati due a due (nei Granadier Guards i bottoni sono singoli nella maniera normale, nelle Scots Guards accoppiati per 3, nelle Irish Guards per 4, nelle Welsh Guards per 5) e dalla disposizione, dal colore e dalla presenza del piumetto sul berrettone (bianco a sinistra del berrettone nei Granadier Guards, rosso a destra nelle Colstream Guards,  blu a destra nelle Irish Guards e bianco con una riga centrale verde a sinistra nelle Welsh Guards, mentre i berrettoni delle Scots Guards non hanno il piumetto).
Il reggimento è classificato secondo in ordine di precedenza (nelle parate), dietro i granatieri (Grenadier Guards). Il motivo di tale ordine è dovuto al fatto che nonostante le Guardie Coldstream siano il reggimento più vecchio (da cui il loro motto Nulli Secundus) dell'esercito britannico, i Granatieri della Guardia servono la corona da più tempo. Infatti, in alcuni antichi documenti parlamentari ci si riferisce alle Coldstream come al secondo reggimento di fanteria, definizione che però non è stata mai utilizzata ed è così caduta in disuso. Per ribadire la loro non inferiorità rispetto al corpo dei granatieri, nonostante l'ordine di parata, quando i due corpi sfilano insieme agli altri quattro reggimenti dell'esercito britannico, questi si dispongono sulla stessa linea, le Coldstream all'estrema sinistra e i Granatieri all'estrema destra.
Il titolo formale del reggimento è His Majesty's Coldstream Regiment of Foot Guards. Il loro soprannome è 'Lilywhites'. Un soldato ordinario è chiamato Guardia (Guardsman), titolo datogli dal re Giorgio V dopo la prima guerra mondiale. Ci si riferisce al reggimento sempre al singolare, mai al plurale, ma si antepone comunque l'articolo determinativo. Ci si riferisce ad un soldato come ad un Coldstreamer.
Attualmente il ruolo più in vista del primo battaglione e della settima compagnia è la partecipazione alla cerimonia dei compiti (ceremonial duties) a Londra e a Windsor come parte della Household Division. La settima compagnia funge da compagnia aggiuntiva a Londra e tra gli altri compiti provvede alla guardia durante la parata per il compleanno della regina, alla Cerimonia di apertura del Parlamento del Regno Unito, alla commemorazione per la fine della Prima Guerra Mondiale ed è coinvolta nel cambio della guardia.
Le compagnie che formano il reggimento sono tradizionalmente numerate. Il primo battaglione è composto dalla compagnia del quartier generale più le compagnie 1, 2, 3 e 4 (di supporto). La banda e lo staff dell'RQG costituisce la compagnia numero 15. La compagnia 7 è utilizzata per doveri pubblici e per mantenere le tradizioni del secondo battaglione. I nuovi ufficiali formano la compagnia numero 13. Infine le nuove reclute sono raggruppate nella compagnia numero 14.
Dal punto di vista delle operazioni militari, le Guardie Coldstream del primo battaglione (con base ad Aldershot) svolgono attualmente il ruolo di fanteria leggera. Con le riforme annunciate nel 2004 questo diverrà il loro ruolo fisso, condividendo i doveri pubblici con le Guardie Irlandesi.
Il Corpo delle Batterie, oltre al loro ruolo cerimoniale, svolgono il ruolo di plotone armato con mitragliatrici. Tutti i Guardsman che stanno svolgendo compiti pubblici indossano l'Home Service Dress, composto da una tunica rossa d'estate o da una giacca pesante in inverno e da un berrettone con una piumetto rosso. La banda delle Guardie Coldstream suona durante il cambio della guardia, le visite di stato e altri eventi. Tutti i musicisti del corpo sono addestrati come infermieri, tuttavia negli ultimi anni si occupano anche di decontaminazione nucleare e biochimica.
Diversamente dagli altri quattro reggimenti di fanteria, i quali reclutano i propri soldati ognuno dalle corrispondenti nazioni di appartenenza, le Guardie Coldstream hanno una specifica zona di reclutamento che comprende tutte le contee attraversate dal reggimento di Monck durante la marcia tra Coldstream e Londra.

## Berrettone
Il copricapo delle Guardie si chiama correttamente berrettone (c.d. bearskin) e non colbacco. È alto 18 pollici (45,7 cm), pesa 1,5 libbre (680 grammi) ed è fabbricato con vera pelle d'orso bruno canadese. Il Duca di Wellington concesse alle guardie a piedi di indossare questo cappello nel 1815 a seguito della sconfitta delle guardie imperiali francesi di Napoleone nella battaglia di Waterloo. Infatti, i granatieri francesi che indossavano questo berrettone apparivano più alti intimidendo i loro avversari. Così, dopo la sconfitta dell'esercito napoleonico, il Regno Unito adottò tale copricapo per celebrare la sua storica vittoria. Il pennacchio delle Coldstream Guards è rosso e portato sulla destra del bearskin.
Per molti anni il Ministro della Difesa e l'esercito britannico hanno cercato un'alternativa alla pelle d'orso ma finora non è stato trovato nessun altro valido materiale.

## Onori di guerra
Ci sono 117 onori di guerra:

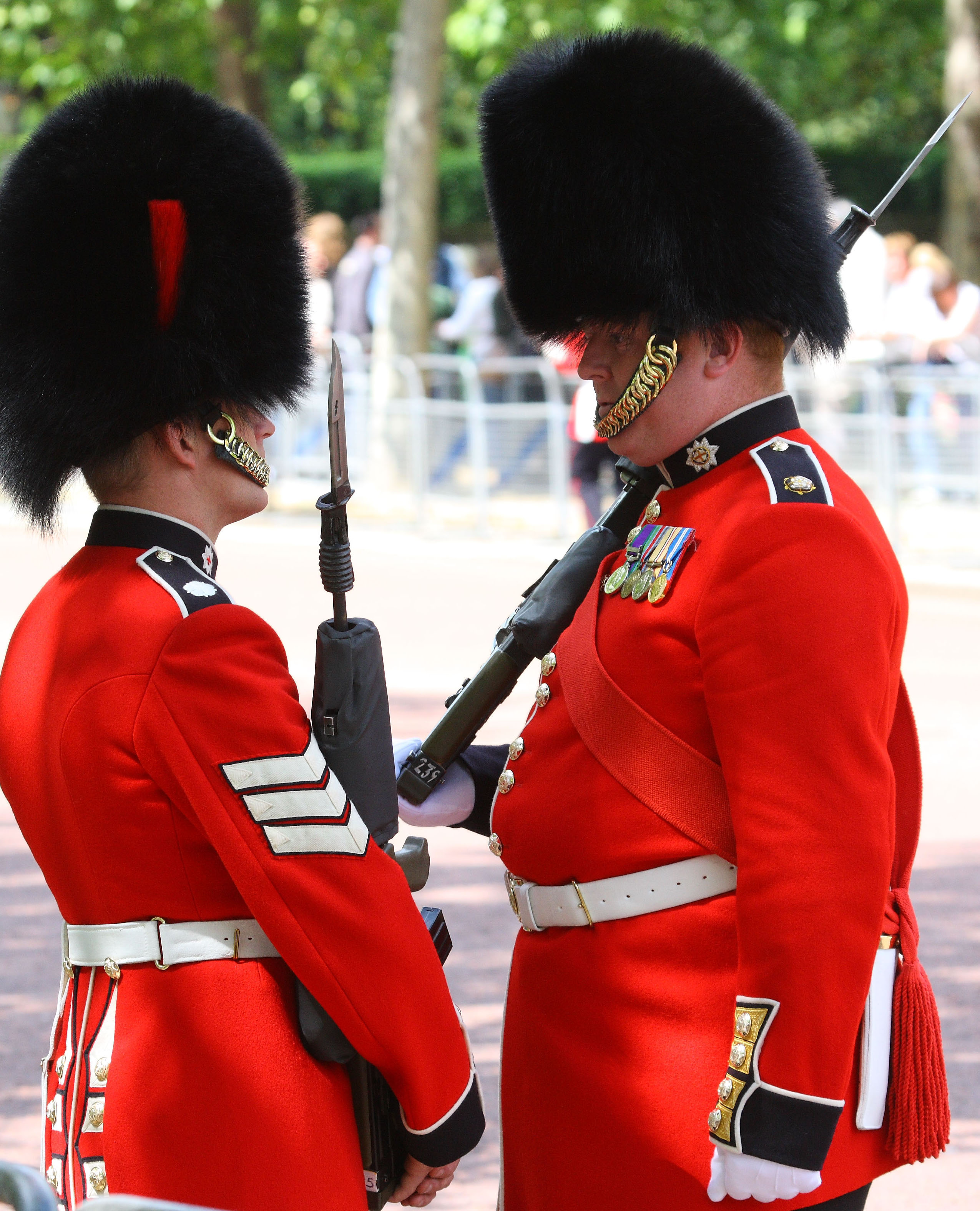
Un Colour Sergeant delle Coldstream Guards (destra) parla ad un Lance-Sergeant (sinistra).

- Periodo ante-Prima guerra mondiale: Tangeri 1680, Namur 1695, Gibilterra 1704-05, Oudenarde, Malplaquet, Dettingen, Lincelles, Egitto, Talavera, Barrosa, Fuentes d'Onor, Salamanca, Nive, Peninsula, Waterloo, Alma, Inkerman, Sevastopol, Tel-el-Kebir, Egitto 1882, Suakin 1885, Modder River, Sudafrica 1899-1902
- Prima Guerra Mondiale (5 battaglioni): Mons, ritirata da Mons, Marna 1914, Aisne 1914, Ypres 1914 '17, Langemarck 1914, Gheluvelt, Nonne Bosschen, Givenchy 1914, Neuve Chapelle, Aubers, Festubert 1915, Loos, Mount Sorrel, Somme 1916 '18, Flers-Courcelette, Morval, Pilckem, Menin Road, Poelcappelle, Passchendaele, Cambrai 1917 '18, St. Quentin, Bapaume 1918, Arras 1918, Lys, Hazebrouck, Albert 1918, Scarpe 1918, Drocourt-Quéant, Hindenburg Line, Havrincourt, Canal du Nord, Selle, Sambre, Francia e Fiandre 1914-18
- Seconda Guerra Mondiale:
  - Fronte occidentale: Dyle, Difesa di Escaut, Dunkerque 1940, Cagny, Mont Pincon, Quarry Hill, Estry, Heppen, Nederrijn, Venraij, Meijel, Roer, Rhineland, Reichswald, Cleve, Goch, Moyland, Hochwald, Rhine, Lingen, Uelzen
  - Campagna del Nord Africa: Frontiera egiziana 1940, Sidi Barrani, Halfaya 1941, Tobruk 1941 '42, Msus, Knightsbridge, Difesa della linea di El Alamein, Medenine, Mareth, Longstop Hill 1942, Sbiba, Fattoria Steamroller, Tunis, Hammam Lif
  - Campagna d'Italia: Salerno, Battipaglia, Capezzano, Passaggio del Volturno, Monte Camino, Calabritto, Passaggio del Garigliano, Monte Ornito, Monte Piccolo, Conquista di Perugia, Arezzo, Avanzata a Firenze, Monte Domini, Crinale di Catarelto, Varco di Argenta.
- Guerra del Golfo 1991

## Insigni comandanti che hanno fatto parte della Coldstream Guards
- James Macdonell (generale)
- Sir Alfred Edward Codrington (Londra, 4 maggio 1854 – Londra, 12 settembre 1945) è stato un generale. Ha comandato il 1st Battalion Coldstream Guards nella seconda guerra boera (1899-1902), dove fu ferito due volte e promosso a colonnello.

## Alleanze
- Canada – The Governor General's Foot Guards
- Australia – 2nd Battalion, Royal Australian Regiment
- HMS Ocean[2]